# Hutka (dopływ Trojanki)
Hutka – ciek, dopływ Trojanki, znajdujący się na terenie Puszczy Zielonki, w pobliżu Huty Pustej (gmina Murowana Goślina).
Powierzchnia zlewni wynosi 0,52 km², z czego 89% to lasy, a 11% tereny zabagnione oraz nieużytki. Średni spadek terenu wynosi tu około 10‰, natomiast spadek podłużny cieku wynosi 1,13‰. Średnia głębokość cieku to 20–30 cm, a średnia jego szerokość wynosi około 50 cm. Hutkę otaczają: bór świeży, bór mieszany świeży i ols. Z drzew dominuje tu sosna zwyczajna, uzupełniona przez dąb, modrzew, olchę i niewielką ilość świerków. W zlewni występują młodoglacjalne wzniesienia morenowe, a także naturalne zagłębienia wypełnione częściowo wodą deszczową lub torfowiskami. Największe śródleśne oczko wodne ma powierzchnię 0,12 ha.
Hutką nazywane jest też miejsce po dawnej cegielni, zlokalizowane na południe od Huty Pustej.